# Монумент бригаді «Негев»

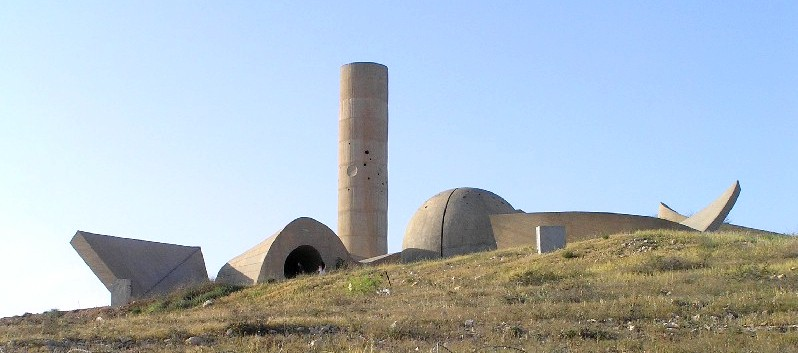
Монумент бригаді «Негев»

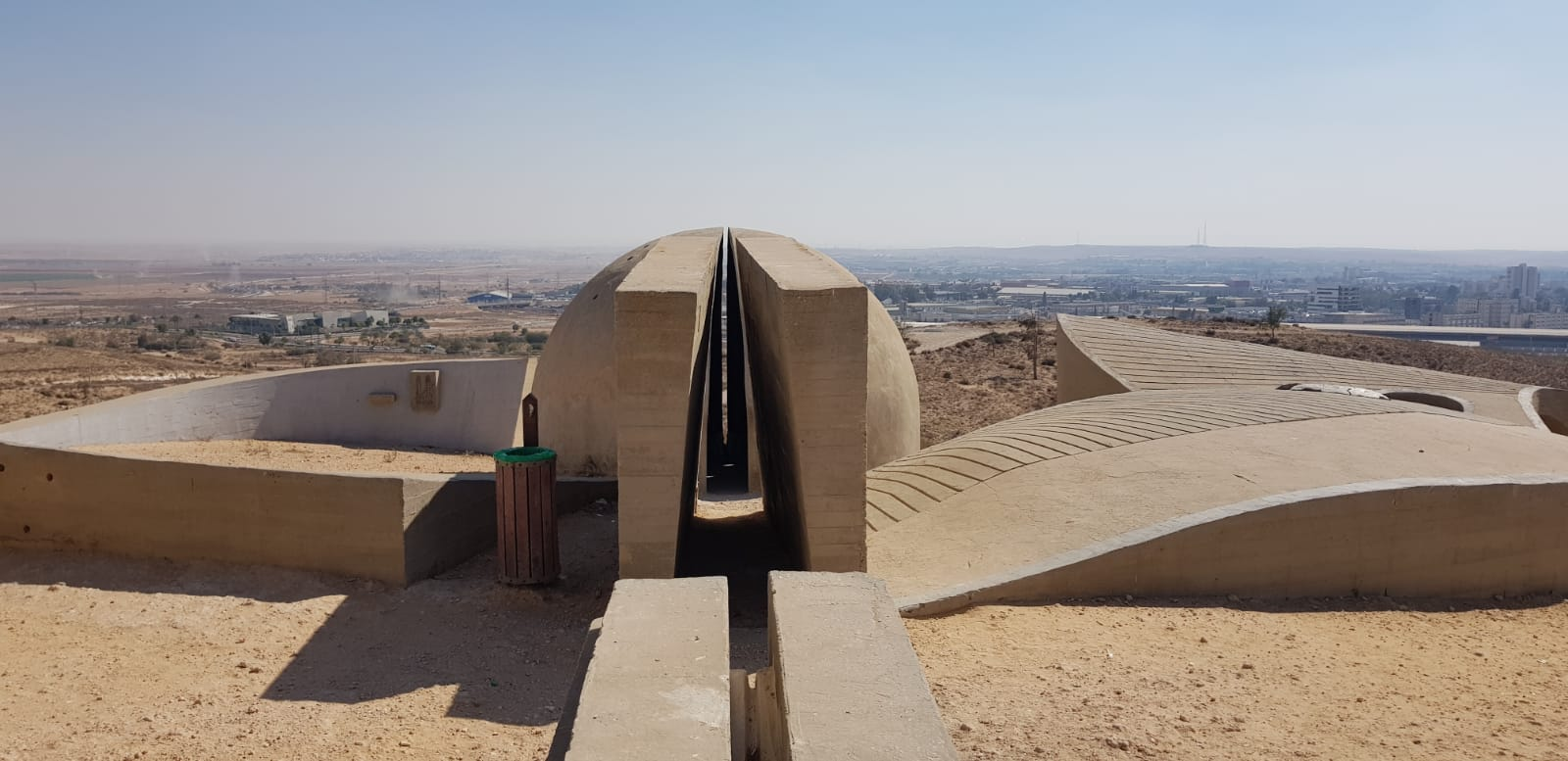

Монумент бригаді «Неґев» (івр. אנדרטת חטיבת הנגב, Андартат хатіват га-Неґев)— пам'ятник, створений скульптором Дані Караваном у 1963–1968 рр. (саме тоді, коли в Ізраїлі споруджували багато пам'ятників на честь загиблих учасників війн) у пам'ять про членів бригади Пальмах «Негев», що загинули під час арабо-ізраїльської війни 1948–1949 рр., та захоплення міста Беер-Шева і самої пустелі Негев. Зроблений з бетону монумент розташований на пагорбі на північному сході Беер-Шеви та є впізнаваною туристичною пам'яткою міста і пустелі. Також цей витвір — один з перших зразків напряму лендарт та один з найвідоміших прикладів використання бетону у мінімалістичному мистецтві.
Монумент складається з 18 окремих елементів і має загальну площину 10 тис м2. Всі ці елементи є символічними і пов'язані з Пальмахом, Війною за незалежність або пустелею навколо: наприклад, башта з отворами символізує обстріляну сторожову вежу, а трубопровідний тунель — водний канал у пустелі, який обороняли солдати. В бетоні вирізано імена 324 загиблих на війні бійців, емблема Пальмаху, рядки із солдатських щоденників, опис битви, біблійні вірші (2 Царств 2:12) та пісні.